# Caucoensi
Caucoensii (caucii) reprezentau unul dintre triburile dacice, situat în partea de munte a  Moldovei, în județul Bacău . Urmele acestui trib Dacic se găsesc pe Valea Trotușului.